# .vn
Pour les articles homonymes, voir vn.
.vn est le domaine de premier niveau national (country code top level domain : ccTLD) réservé au Viêt Nam.
Il est administré par le VNNIC, fondé le 28 avril 2000, affilié au ministère de l'Information et des Communications,.
Le nombre de noms de domaine nationaux ".vn" a dépassé les 500 000 domaines, s'est classé premier en Asie du Sud-Est - ASEAN et classé TOP 10 dans la région Asie-Pacifique quant au nombre de noms de domaine maintenus en service.
Les noms de domaine .vn avec 1 ou 2 caractères sont enregistrés via une enchère
Il existe 43 noms de domaine .vn à 1 caractère, dont: 36 noms de domaine avec un simple caractère ASCII (a, b, c, .. .X, y, z, 0, 1, 2, 3, .. 7, 8, 9.vn) et 7 noms de domaine avec un caractère spécifique au Vietnam (â, ă, đ, ê, ô, ơ, ư.vn). Il existe 1296 noms de domaine à 2 caractères avec une combinaison de caractères ASCII (a0, a1, a2, ..., z7, z8, z9.vn).